# Czwarta ściana
Czwarta ściana – w języku teatru, symboliczna granica między widzami a aktorami w teatrze. W rzeczywistości scena otoczona jest zwykle trzema ścianami, a czwarta jest wyłącznie konwencjonalna. Istnienie jej ma na celu odizolowanie aktorów, by ci mogli skupić się całkowicie na swojej grze, bez świadomości bycia obserwowanymi.

## Zburzenie czwartej ściany
Wyrażenie zburzenie czwartej ściany (ang. breaking the fourth wall) oznacza zniesienie tej granicy poprzez swoiste zachowanie się postaci, która zwraca się bezpośrednio do publiczności, świadoma jej obecności, lub daje znać, że wie o tym, że jest obserwowana. Jako pierwsi na pomysł zburzenia owej czwartej ściany wpadli starożytni Grecy. Antyczni aktorzy przerywali przedstawienie i rozpoczynali dialog z publicznością. Zwolennikiem burzenia czwartej ściany był też XX-wieczny dramatopisarz niemiecki Bertolt Brecht, który pisał i pokazywał publiczności teatralnej tabliczki z podpowiedziami typu „teraz wszyscy wzdychamy”. Czwartą ścianę burzył w swoich sztukach również William Shakespeare.
Burzenie czwartej ściany popularne jest w dziełach postmodernistycznych, do których zaliczyć można zarówno trudne w odbiorze powieści, jak i kreskówki, gdzie także pojawiają się świadome monologi do telewidzów, czy też apele do widzów o niewyłączanie kanału.